# Симс
Симс (на английски: The Sims) е серия видео игри, симулиращи реалния живот с измислени герои. Игрите са сред най-продаваните видео игри в историята. До септември 2013 г. са продадени над 175 милиона копия по целия свят.
Първата игра е създадена от „Максис“, след което стават собствено на „Симс Студио“, които започват работа с Electronic Arts.
Играчът създава виртуални герои, наречени „симове“, настанява ги в домове, намира им приятели и се грижи за тях. Домовете могат да бъдат построени или да се купят готови. В игрите се поставят цели, които играчът трябва да постига, за да поддържа героите си щастливи.

## История
Дизайнерът Уил Райт е решен да създаде виртуална къща за кукли, след като домът му изгаря след Големия пожар на Оукланд през 1991 г. Смяната на дома и започването на нов живот го вдъхновяват да създаде игра. След като споделя идеите си с борда на „Максис“ били скептични, но се съгласили да подпомогнат създаването на играта. След като EA купува компанията през 1997 г. те започват усърдна работа по играта.

## Игрите

### Симс 1
„Симс“ или „Симс 1“ е първата игра от поредицата, издадена за Microsoft Windows през 2000 г. Играта дава контрол върху виртуални хора, които живеят в СимСити. Към 2002 г., играта е продала над 11,3 милиона копия по целия свят, с което си печели славата на най-продаваната компютърна игра в историята.

### Симс 2
„Симс 2“ е издадена през 2004 г. Продължението е създадено в изцяло 3D среда. Играта вече проследява целия живот на „симовете“: от ранното детство до дълбоки старини и евентуална смърт. Играта предлага и нова опция за амбиции на виртуалните хора. По-високото ниво на амбиция помага за по-лесно изпълняване на мисиите. Играта включва и различни дни от седмицата и годината. През уикендите и ваканциите, децата могат да си починат от училище, а възрастните не ходят на работа.
През 2006 г. е създадено „Симс Студио“, което започва да се грижи за играта вместо „Максис“, които работят по нови проекти.

### Симс 3
„Симс 3“ е налична за дигитално теглене през 2009 г. Играта продава 1,4 милиона копия през първата си седмица на пазара. През 2009 г., Уил Райт се оттегля и спира работата си по игрите като оставя всичко на EA.

### Симс 4
„Симс 4“ е на пазара от 2014 г. В играта вече има нови професии, басейни, мазета и призраци.